# Jasmine Wigartz
Jasmine Wigartz, född 1 februari 1968 i Karlskoga, är en svensk skådespelare och röstskådespelare.

## Filmografi
- 1996 – Aladdin och rövarnas konung (röst)
- 1996 – Den otroliga vandringen 2 - På rymmen i San Francisco (röst)
- 1961 – Pongo och de 101 dalmatinerna (röst i nydubbning, 1995)
- 1940 – Pinocchio (röst i nydubbning, 1995)

## Teater

### Roller (urval)
| År   | Roll     | Produktion                                                              | Regi           | Teater              |
| ---- | -------- | ----------------------------------------------------------------------- | -------------- | ------------------- |
| 1988 | Ensemble | AB Dun och Bolster! Franz Arnold och Ernst Bach                         | Hans Bergström | Fredriksdalsteatern |
| 1997 | Rosalia  | West Side Story Leonard Bernstein, Stephen Sondheim och Arthur Laurents | Richard Herrey | Oscarsteatern       |